# (6238) 1989 NM
1989 أن أم (ويعرف أيضًا باسم (6238) 1989 أن أم وفق تسمية الكوكب الصغير) (بالإنجليزية: 1989 NM)‏ هو كويكب ضمن حزام الكويكبات؛ وترتيبه 6238 من حيث الاكتشاف.
اكتُشف هذا الجُرم الفلكي بواسطة اليانور إف. هيلين في 2 يوليو 1989.

## وصلات خارجية
- (6238) 1989 NM في قاعدة بيانات مختبر الدفع النفاث لأجرام النظام الشمسي الصغيرة

- الاكتشاف · مخطط المدار ·  العناصر المدارية · المعلمات المادية

- (6238) 1989 NM على موقع ويكي سكاي: DSS2, SDSS, GALEX, IRAS, Hydrogen α, X-Ray, Astrophoto, Sky Map, Articles and images